# Сяо Чжань
Сяо Чжань (кит.: 肖战, піньїнь Xiāo Zhàn; нар. 5 жовтня 1991, західний варіант імені: Шон Сяо) — китайський актор і співак. Учасник бой-бенду X-nine. Знявся в таких телесеріалах як: «Радість життя» (2019), «Неприборканий: Повелитель Ченьцін» (2019), «Повелитель вовків» (2020) і «Бойовий континент» (2021). Його сингл «Spot Light», що вийшов у 2020 році, потрапив у книгу рекордів Гіннеса, ставши найзавантажуванішою цифровою піснею в Китаї з 25,48 мільйонами завантажень за 24 години. 
З 2019 року регулярно посідає перші місця у списках найкрасивіших і найсексуальніших чоловіків Азії та світу. 

## Біографія
Народився 5 жовтня 1991 року у місті Чунцин, центральна частина Китаю. З дитинства навчався малювання та грі на скрипці. Потім навчався у Чунцинському університеті технологій та бізнесу.
У 2012 році зайнявся студією фотографії разом зі своїми друзями та був у ній фотографом. Після закінчення університету у 2014 працював фотографом та графічним дизайнером.

### Кар'єра
У 2015 році потрапив у телешоу X-Fire, де тренувався бути айдолом разом з іншими учасниками. Також взяв участь у записі програми «Teen Channel» від компанії Tencent. Його перший виступ стався 2016 року на Чжецзянському новорічному концерті.
Дебютував 2016 року у складі групи X-nine, де загалом було 9 учасників. Сяо Чжань отримав позицію головного вокаліста. Вони випустили мініальбом «X Jiu» у вересні 2016. Також знявся в дорамі «Супер зоряна академія».
У 2018 знявся у дорамі «О! Мій імператор», а також став виконавцем саундтреку до неї, що має назву «Stepping on Shadows».
У 2019 знявся в дорамі «Радість життя», а також став виконавцем саундтреку до неї.
Справжнім проривом для кар'єри Сяо Чжаня стала дорама «Неприборканий: Повелитель Ченьцін» (2019) за романом Мосян Тунсю, де він зіграв головну роль — заклинателя-некроманта з вільнолюбним та дещо бешкетним характером. Тільки в китайській версії Tencent Video вона зібрала понад 9 мільярдів переглядів. Її популярність вийшла далеко за межі Китаю. За свою гру Сяо Чжань отримав кілька нагород, зокрема «Найпопулярніший актор» на премії «Золота вежа» і «Найпопулярніший актор року» на церемонії вручення нагород Sina Film & TV Awards. Він також був включений до списку Forbes China «30 людей до 30 років в Азії 2019».
Потім була головна роль у фільмі «Нефритова династія», який став найкасовішим фільмом у Китаї в день його виходу із загальною кількістю зборів за 18 днів понад 400 мільйонів юаней.
Також в 2019 році Сяо Чжань заснував власну студію «XZ Studio».
27 лютого 2020 року трапився прикрий інцидент, що стосувався сайту фанфікшену АО3. І хоча саме Сяо Чжань до блокування цього сайту відношення не мав, багато людей перекинуло вину за це на нього, адже фанфік, через який почались скарги на сервіс і, можливо, й блокування, згадував його ім'я. 
25 квітня того ж року вийшов новий сингл співака «Spot Light», що вийшов у 2020 році, потрапив у книгу рекордів Гіннеса, ставши найзавантажуванішою цифровою піснею в Китаї з 25,48 мільйонами завантажень за 24 години.
19 листопада на Tencent Video, Youku и iQiyi розпочали показувати нову дораму з його участю, що має назву «Повелитель вовків». У грудні 2020 налічувалось понад мільярд переглядів дорами.
5 лютого 2021 року на телеканалі CCTV-8 вийшла дорама «Бойовий континент» за популярною однойменною новелою, Сяо Чжань також став виконавцем синглу до нього «Youth on Horseback». 
З 22 квітня 2021 року Сяо Чжань бере участь у театральному турі у 9 містах Китаю та грає пацієнта номер 5 у культовому спектаклі «A Dream Like a Dream». 
У 2023 році була випущена дорама «Балада про нефритову кістку», де Сяо Чжань також зіграв головну роль.  
Окрім цього, у його фільмографії є ще кілька менш відомих і популярних дорам, які вийшли після «Неприборканого». Попри те, що повторити успіх зіркової ролі поки не вдалося, Сяо Чжань залишається одним з найпопулярніших китайських акторів як у самому Китаї, так і поза його межами.  
2 листопада 2023 року Сяо Чжань отримав премію «Видатний молодий актор» за серіал «Там, де починаються мрії» на престижному 19-му щорічному китайсько-американському фестивалі кіно і телебачення, що проходив у Лос-Анджелесі, Каліфорнія. 
10 лютого 2024 року під час весняного фестивалю CCTV-1 він отримав титул Chinese TV Series Breakthrough Actor від CMG за ролі в дорамах «Там, де починаються мрії» та «Сонце зі мною». 
Наразі планується вихід нової дорами з Сяо Чжанем в головній ролі, The Legend of Zang Hai. Дата виходу поки невідома. 

## Фільмографія
| Рік  | Тип | Назва                             | Оригінальна назва           | Роль            |
| ---- | --- | --------------------------------- | --------------------------- | --------------- |
| 2016 | с   | Кохання крізь тисячоліття 2       | 相爱穿梭千年2：月光下的交换 | Бос Лян         |
| 2016 | с   | Суперзоряна академія              | 超星星学园                  | Фан Тяньцзе     |
| 2018 | с   | О, мій імператор!                 | 哦！我的皇帝陛下            | Бэйтан Можань   |
| 2018 | ф   | Полювання на монстра 2            | 捉妖记2                     | Маленький демон |
| 2018 | с   | Розколота битвою блакить небес    | 斗破苍穹                    | Лінь Сюя        |
| 2019 | ф   | Новачки                           | 素人特工                    | Юань Цзинлінь   |
| 2019 | с   | Неприборканий: Повелитель Ченьцін | 陈情令                      | Вей Усянь       |
| 2019 | с   | Нефритова династія                | 诛仙                        | Чжан Сяофань    |
| 2020 | с   | Герої на небезпечному шляху       | 最美逆行者                  | Цай Дін         |
| 2020 | с   | Повелитель вовків                 | 狼殿下                      | Цзи Чун         |
| 2020 | с   | Бойовий континент                 | 斗罗大陆                    | Тан Сан         |
| 2021 | с   | Козирні війська                   | 王牌部队                    | Гу І Є          |
| 2022 | с   | Клятва кохання                    | 余生，请多指教              | Гу Вэй          |
| 2023 | с   | Балада про нефритову кістку       | 玉骨遥                      | Ши Ін           |
| 2023 | с   | Там, де починаються мрії          | 梦中的那片海                | Сяо Чуншен      |
| 2023 | с   | Сонце зі мною                     | 驕陽伴我                    | Шен Ян          |